# Tweetie Pie
Tweetie Pie es un cortometraje de dibujos animados de Piolín en el que aparece por primera vez junto con el gato Silvestre quien luego se convertiría en su archienemigo. Fue dirigido en 1947 por Friz Freleng y producido por Warner Bros. Tweetie Pie ganó un premio Óscar en la categoría de mejor cortometraje animado.
- Datos: Q1144147